# Efraín Antonio Ríos
Efraín Antonio Ríos García (Fredonia, Antioquia, 4 de abril de 1910-Itagüí, Antioquia, 11 de enero de 2024) fue un supercentenario colombiano cuya edad actualmente está validada por parte del Grupo de Investigación en Gerontología (GRG), y por parte de LongeviQuest (LQ). Era la persona viva de mayor edad conocida en Colombia desde la muerte de Eusebio Quintero López el 16 de julio de 2023. También fue el hombre más longevo de la historia de Colombia y el último varón vivo nacido en 1910.

## Biografía
Ríos García nació en el campo del pueblo de Fredonia, Antioquia, Colombia, el 4 de abril de 1910. Se casó con Herminia Uribe en 1935, habiendo sido pareja algunos años antes. Tuvo 18 hijos: Javier, Lilliam, Irma, Hugo, Héctor, Irma Inés, Flor, Virgilio, Efraín, Germán, Luz, Nidia, Saúl, Nelson, Martha, Flor, Álvaro y Ramiro.
Su hermano mayor, Francisco Luis Ríos García (1 de octubre de 1904 - 29 de abril de 2011), murió a la edad de 106 años y 201 días, lo que los convierte en una de las parejas de hermanos más longevas de la historia.
En abril de 2013, a la edad de 103 años, él y su esposa Herminia celebraron 80 años de matrimonio (aunque su 80° aniversario de bodas real fue en 2015). Su esposa murió en 2015 a la edad de 100 años. En abril de 2020 celebró su cumpleaños número 110. En abril de 2020, tenía 80 nietos, 30 bisnietos y 18 tataranietos.
Se convirtió en la persona viva más antigua conocida en Colombia, así como en el último hombre superviviente conocido nacido en 1910, tras la muerte de Eusebio Quintero López, de 113 años, el 16 de julio de 2023. El 15 de agosto de 2023 superó la edad definitiva de Eusebio Quintero López, convirtiéndose en el hombre documentado de mayor edad de Colombia.
Ríos García falleció el 11 de enero de 2024 a los 113 años y 282 días, en Itagüí, Antioquia.